# هون کوک سیتی سنتر
هون کوک سیتی سنتر (به لاتین: Hon Kwok City Center) یک آسمان‌خراش در چین است که در شنژن واقع شده‌است.